# All Boro Kings
All Boro Kings ist das erste Studioalbum der US-amerikanischen Crossover-Band Dog Eat Dog. Es erschien am 24. Mai 1994 über Roadrunner Records.

## Entstehung
Das Songwriting fand im Keller von Dave Neabores Haus statt. Laut Sänger John Connor waren die meisten Lieder bereits fertig geschrieben und arrangiert, als die Band ins Studio ging. Die Idee, ein Saxofon zu verwenden, kam der Band, als sie das Lied Strip Song geschrieben hatte und den Mix aus Gitarren und Saxofon „cool“ fanden. Aufgenommen wurde All Boro Kings im Tonstudio Ambient Recording Co. in Stamford. Die Band brauchte laut Dave Neabore lediglich drei Wochen für die Aufnahmen und das Abmischen. Produziert wurde das Album von Jason Corsaro, der zuvor mit Künstlern wie Madonna oder Danzig zusammengearbeitet hat.
Corsaro hatte zuvor als Toningenieur beim Soundgarden-Album Superunknown mitgewirkt und hatte nach dessen Fertigstellung freie Zeit. Ansonsten hätte die Band sein Honorar nicht bezahlen können. Corsaro übernahm auch das mischen, während Howie Weinberg für das Mastering zuständig war. Bei dem Lied Who’s the King? ist Darryl Jenifer von der Band Bad Brains als Gastsänger zu hören. Weitere Gastsänger waren Brian Fitzpatrick, Chris Finn, Rasheed Goodlowe und Ethan Piper. Das Saxofon wurde von Scott Mueller, Kevin Reilly bzw. Paul Vercezi eingespielt. Laut Sänger John Connor gehören die Saxofonisten nicht zum Kern der Gruppe. Für die Lieder No Fronts und Who’s the King? wurden Musikvideos gedreht.

## Titelliste
1. If These Are Good Times – 3:08
2. Think – 3:07
3. No Fronts – 4:36
4. Pull My Finger – 3:34
5. Who’s the King? – 3:55
6. Strip Song – 2:44
7. Queen – 2:24
8. In the Doghouse – 5:49
9. Funnel King – 2:41
10. What Comes Around – 3:22

## Rezeption
Laut Jan Jaedike vom deutschen Magazin Rock Hard beweisen Dog Eat Dog „eindrucksvoll, dass sich Blechbläser und harte Gitarrensounds durchaus nicht im Wege stehen“. Der Band müsse man zugutehalten, dass sie „es drauf hat, Songs zu schreiben, die im Ohr bleiben, ohne anbiedernd zu wirken“. All Boro Kings wäre eine „angenehme Überraschung“, für die Jaedike acht von zehn Punkten vergab.
Die Single No Fronts: The Remixes erreichte Platz neun der britischen und Platz 45 der deutschen Singlecharts. Die Remixe wurde von Jam Master Jay von der Band Run-D.M.C. erstellt. Bei den MTV Europe Music Awards 1995 wurden Dog Eat Dog in der Kategorie Breakthrough Artist ausgezeichnet.
Das deutsche Magazin Visions führte All Boro Kings im August 2018 auf ihrer Liste der 25 Crossover-Alben für die Ewigkeit. Für Jens Mayer wäre die Band „mit ihren bunten Shorts, albernen Wortspielen und dem Saxofon den vorherrschenden, grimmig-aggressiven Habitus der ach so maskulinen Vertreter des New York Hardcore konsequent unterlaufen“, was Dog Eat Dog zu „einem Gewinn für die Szene“ gemacht hätte. All Boro Kings „versprühe nach wie vor den stürmischen Charme der freigeistigen 90er“.

## Kommerzieller Erfolg

### Chartplatzierungen
All Boro Kings erreichte Platz 30 der deutschen, Platz 21 der österreichischen, Platz 17 der Schweizer und Platz 99 der britischen Albumcharts.
| ChartsChartplatzierungen       | Höchstplatzierung | Wochen |
| ------------------------------ | ----------------- | ------ |
| Deutschland (GfK)              | 30 (40 Wo.)       | 40     |
| Österreich (Ö3)                | 21 (16 Wo.)       | 16     |
| Vereinigte Staaten (Billboard) | 99 (1 Wo.)        | 1      |
| Vereinigtes Königreich (OCC)   | 17 (10 Wo.)       | 10     |

| ChartsJahrescharts (1995) | Platzierung |
| ------------------------- | ----------- |
| Deutschland (GfK)         | 38          |

### Auszeichnungen für Musikverkäufe
| Land/Region        | Auszeichnungen für Musikverkäufe (Land/Region, Auszeichnung, Verkäufe) | Verkäufe |
| ------------------ | ---------------------------------------------------------------------- | -------- |
| Niederlande (NVPI) | Gold                                                                   | 50.000   |
| Insgesamt          | 1× Gold ·                                                              | 50.000   |